# Жиляковка
Жиля́ковка (рос. Жиляковка) — присілок у складі Мокроусовського округу Курганської області, Росія.
Населення — 9 осіб (2010, 43 у 2002).
Національний склад станом на 2002 рік:
- росіяни — 88 %